# مرغ پوپی
مرغ پوپی (نام علمی: Anthochaera) نام یک سرده از تیره عسل‌خوار است.

## گونه‌ها
- مرغ پوپی سرخ (Anthochaera carunculata)
- مرغ پوپی کوچک (Anthochaera chrysoptera)
- مرغ پوپی زرد (Anthochaera paradoxa)
- مرغ پوپی غربی (Anthochaera lunulata)

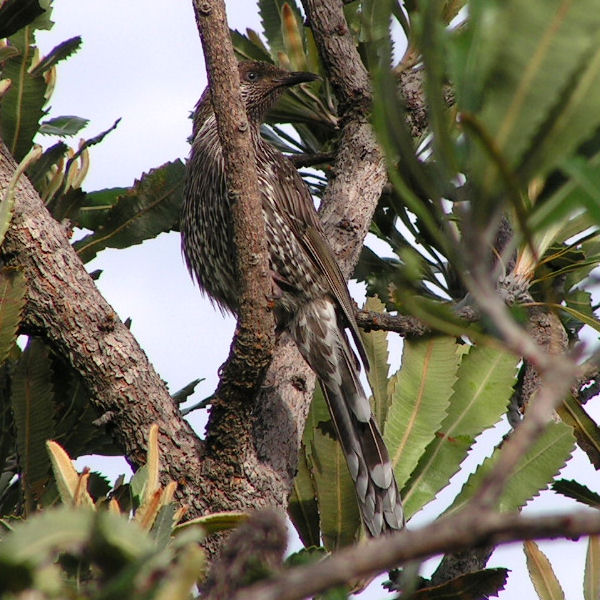
مرغ پوپی غربی, western wattlebird
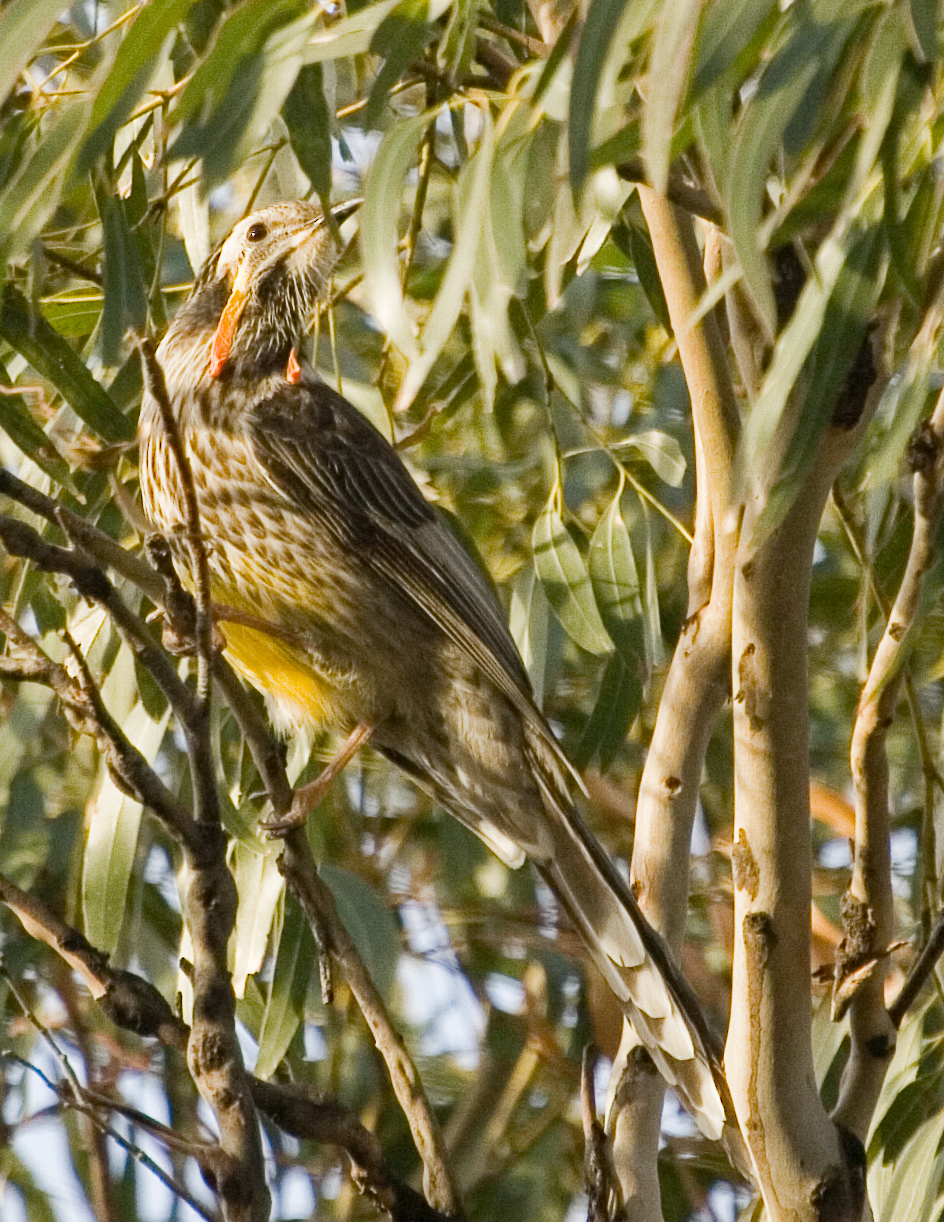
مرغ پوپی زرد, yellow wattlebird
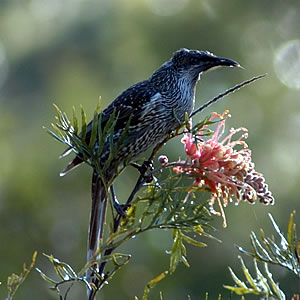
مرغ پوپی کوچک, little wattlebird
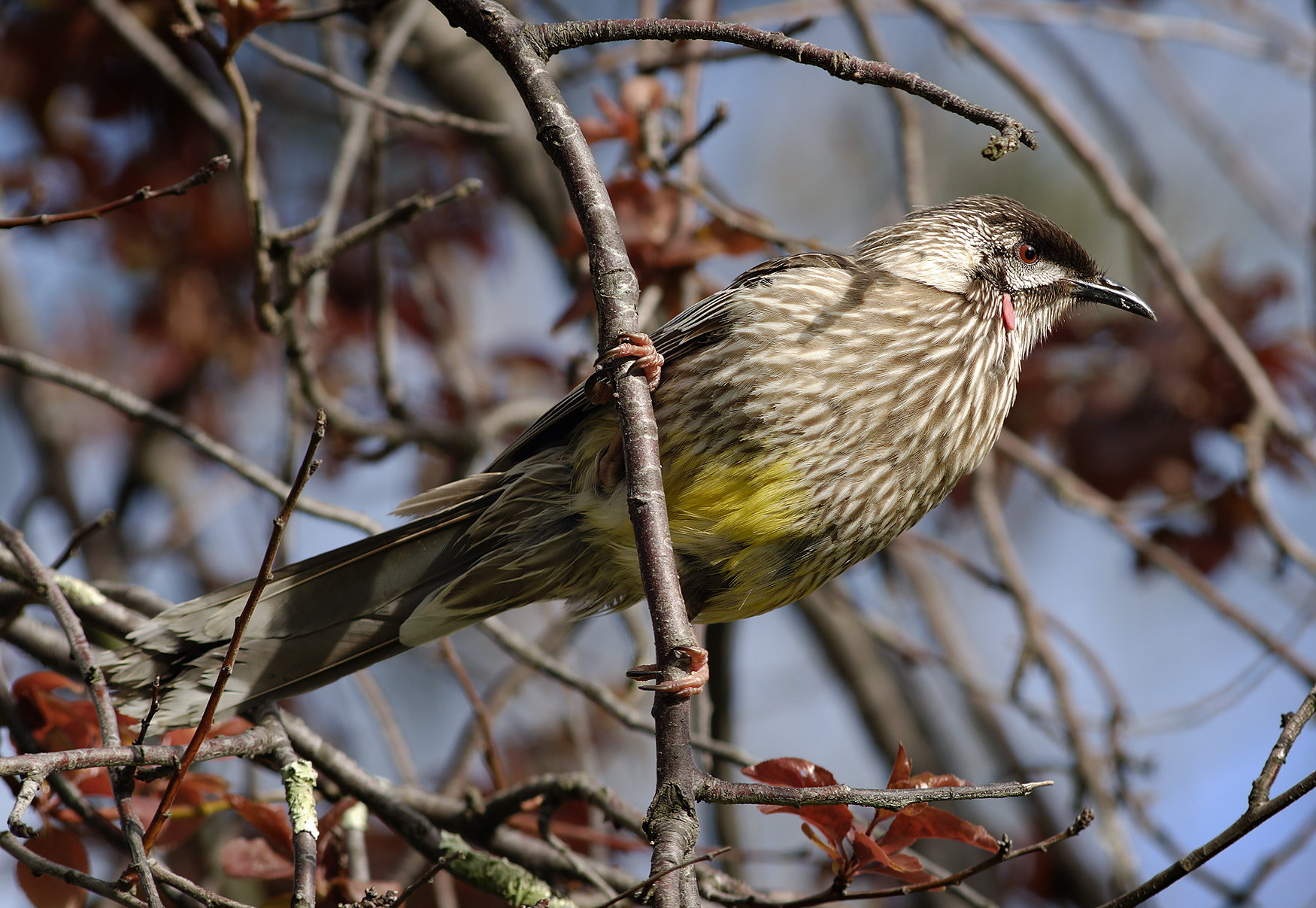
مرغ پوپی سرخ, red wattlebird